# John Harrison

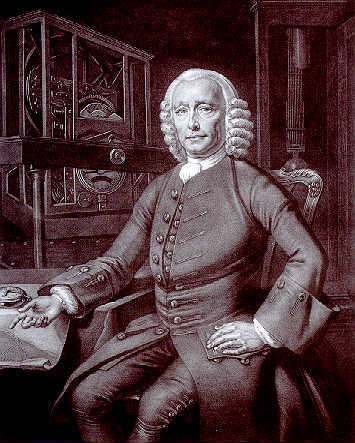
John Harrison i chronometr H-3

John Harrison (ur. 24 marca 1693 w Foulby, zm. 24 marca 1776 w Londynie) – brytyjski cieśla i zegarmistrz samouk; zbudował pierwszy zegar (tzw. chronometr), którego konstrukcja i dokładność umożliwiała mu pracę na statkach.
Umożliwiło to rozwiązanie problemu określania długości geograficznej. Dzięki swej konstrukcji Harrison zdobył ustanowioną w 1714 roku przez ustawę Longitude Act nagrodę parlamentu brytyjskiego w wysokości 20 000 funtów za rozwiązanie tego problemu. Laureat Medalu Copleya (1749).

## Życiorys
Harrison urodził się w miejscowości Foulby, niedaleko Wakefield w hrabstwie Yorkshire. Około roku 1700 jego rodzina przeniosła się do miejscowości Barrow upon Humber. John był najstarszym dzieckiem w rodzinie i został przyuczony do zawodu cieśli przez ojca. Pracując jako cieśla, zajmował się naprawą zegarów w wolnym czasie.
W trakcie swego życia opracował wiele rozwiązań, które w znaczący sposób poprawiły precyzję działania zegarów mechanicznych, m.in.:
- wyeliminowanie błędów wynikających ze zmian długości wahadła w zegarach poprzez zastosowanie połączonych na przemian prętów stalowych i mosiężnych;
- koszyczkowe łożysko kulkowe,
- zastosowanie bimetalu,
- wykorzystanie odpowiednio opracowanych kamieni szlachetnych jako beztarciowych łożysk dla kół zębatych.

W roku 1728 zdecydował się na wyjazd do Londynu, aby wziąć udział w konkursie na rozwiązanie problemu pomiaru długości geograficznej (Longitude Act). Dzięki pomocy Edmunda Halleya, królewskiego astronoma i członka komisji konkursowej poznał George’a Grahama – zegarmistrza londyńskiego, który zachęcił go do pracy i pożyczył pieniądze. W roku 1735 ukończył budowę zegara nazwanego H-1 (ważył 34 kg, zajmował sześcienną szafę o krawędzi 1,2 m). Testy przeprowadzone w roku 1736, mimo że wykazały dokładność zegara wynoszącą kilka sekund na dobę, nie zadowoliły Harrisona, który przystąpił do konstruowania kolejnych zegarów:
- H-2 – ukończony w 1741, ważył 39 kg, ale był precyzyjniejszy niż H-1
- H-3 – ukończony w 1758 – znacznie lżejszy – 27 kg
- H-4 – ukończony w roku 1759, który dzięki zastosowaniu kamieni szlachetnych jako łożysk dla miniaturowych kół zębatych przypominał duży zegarek kieszonkowy (13 cm średnicy, masa 1,5 kg). Zegar ten, pod koniec roku 1761, na pokładzie okrętu HMS „Deptford” wyruszył w rejs z Portsmouth do Kingston na Jamajce, którego celem było udowodnienie przydatności zegara do pomiaru długości geograficznej. Maksymalny błąd chronometru w czasie rejsu nie przekroczył 1 minuty i 15 sekund (przy marginesie błędu dopuszczonym przez Longitude Act w wysokości 2 minut – co odpowiadało połowie stopnia (30 minutom) długości geograficznej). Mimo takiego rezultatu na wniosek komisji Harrison otrzymał jedynie połowę nagrody (10 000 funtów). Dopiero po 4 latach i interwencji króla Jerzego III otrzymał w czerwcu 1773 roku drugą połowę.